# Dichrostigma mehadia
Dichrostigma mehadia is een kameelhalsvliegensoort uit de familie van de Raphidiidae. De soort komt voor in Roemenië.
Dichrostigma mehadia werd voor het eerst wetenschappelijk beschreven door H. Aspöck & U. Aspöck in 1964.